# باتيا ليشانسكي
باتيا ليشانسكي (1900 - 1992) رسامة ونحاتة إسرائيلية رائدة من مواليد الإمبراطورية الروسية.
حصلت على جائزة إسرائيل لإنجاز العمر في النحت في عام 1986.
أنتجت العديد من الصور والنصب التذكارية تخليدًا لذكرى الأشخاص والأحداث في السنوات الأولى لدولة إسرائيل. وتصور تماثيلها النصفية العديدة شخصيات ثقافية وسياسية بالإضافة إلى أفراد عائلتها، بينما نصبها التذكارية الضخمة مخصصة لأولئك الذين قتلوا في حرب الاستقلال 1948. ويمكن رؤية العديد من أعمالها في المعرض الدائم في متحف شومير في كفار جلعادي.   

## حياتها
ولدت باتيا ليشانسكي في مالين في الإمبراطورية الروسية في عام 1900. وكانت الأصغر بين أربع بنات، ووالداها هما شوشانا ومئير يونا ليشانسكي.
بعد هجرتها إلى فلسطين مع والدتها عام 1910، درست لمدة عام في أكاديمية بتسلئيل تحت إشراف بوريس شاتز. ثم درست فترة في أكاديمية روما للفنون الجميلة، لكنها عادت إلى فلسطين عام 1921، واستقرت في كيبوتس عين حرود وعرضت منحوتاتها الخشبية المبكرة. وفي عام 1923 ذهبت إلى برلين حيث درست لمدة ثلاث سنوات قبل أن تقضي ثلاث سنوات أخرى في أكاديمية الرسم والنحت في باريس. وعادت إلى فلسطين عام 1929.  
وتوفيت في تل أبيب عام 1992. 

## مسيرتها الفنية
تأثرت في بداية حياتها بأسلوب يتراوح بين التعبير والواقعية، متأثرة بكل من أوغست رودان وكاميل كلوديل.  ومن بين مئات التماثيل النصفية التي صنعتها لشخصيات إسرائيلية تاريخية، برزت تلك الخاصة برؤساء الوزراء ديفيد بن غوريون ومناحيم بيغن وغولدا مئير. ومع ذلك، فهي معروفة قبل كل شيء بنصبها التذكارية، بما في ذلك إحياء ذكرى الذين لقوا حتفهم في حرب الاستقلال (1947-1949). وتصور تلك النصب البطولة ورفاق السلاح، ويمكن العثور على هذه السلسلة المكونة من ثلاثة نصب في كفار يهوشوع وبيت كيشيت وقرية خدوري الزراعية. ويقع نصبها التذكاري "من الهولوكوست إلى النهضة" في نيتزر سيريني.  

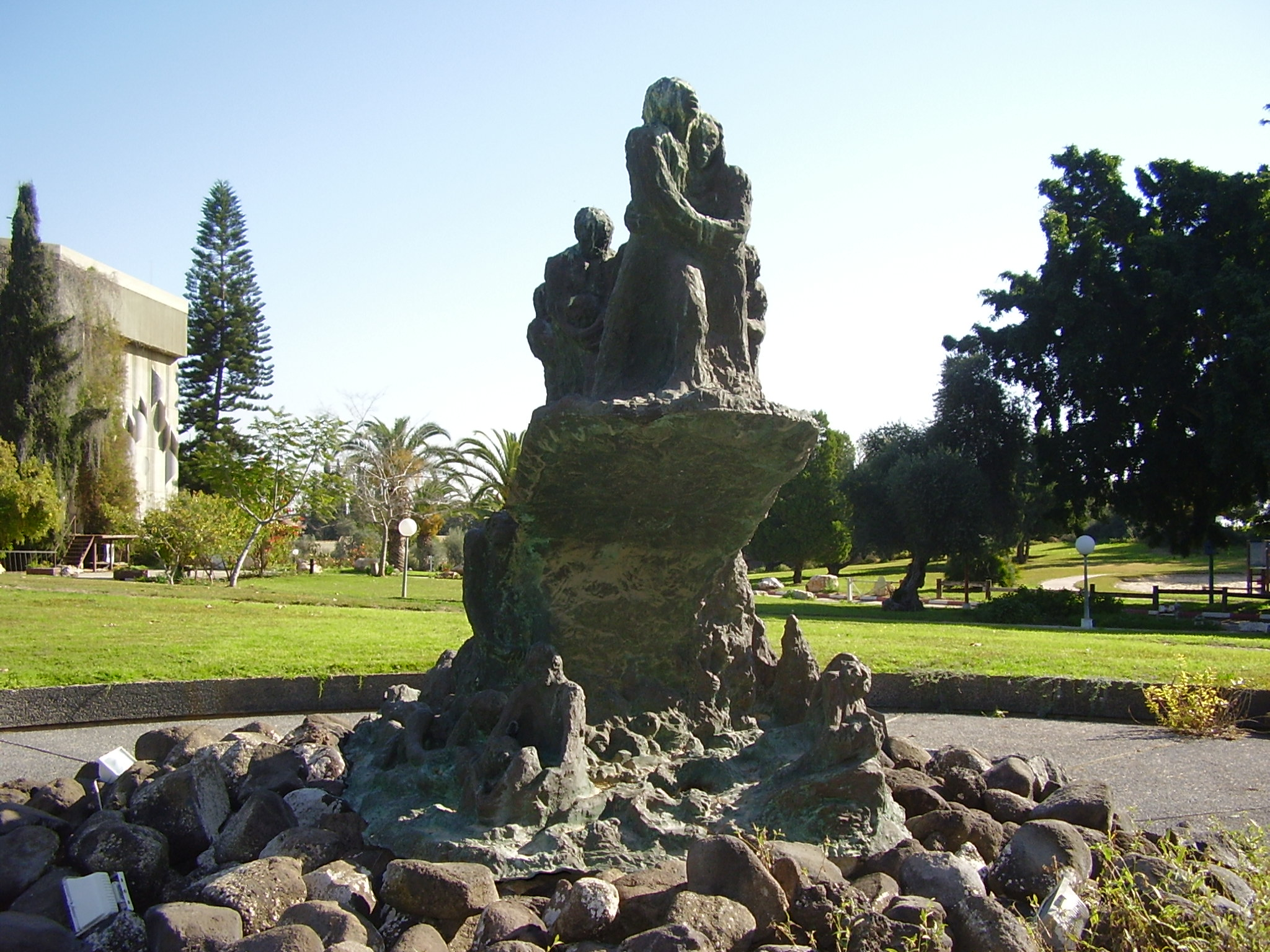
النصب التذكاري للمحرقة في نيتزر سيريني

## جوائز
حصلت ليشانسكي على جائزة ديزنغوف لإسهاماتها في النحت مرتين: في عامي 1944 و1957. وفي عام 1986، تم تكريمها بجائزة إسرائيل لإنجاز العمر في النحت. 